# الجعدیب
ال-جعدیب یک منطقهٔ مسکونی در یمن است که در استان صنعا واقع شده‌است.